# Palauvisslare
Palauvisslare (Pachycephala tenebrosa) är en fågel i familjen visslare inom ordningen tättingar.

## Utseende och läte
Palauvisslaren är en rätt liten och mestadels färglös tätting med tjock, mörk näbb. Båda könen är olivbruna på kroppen, hanen mörkare på huvud och bröst. Sången består av en varierad ramsa med tjirpande, visslande och raspiga ljud.

## Utbredning och systematik
Fågeln förekommer enbart i Palauöarna (Babelthuap till Peleliu). Den behandlas som monotypisk, det vill säga att den inte delas in i några underarter.

## Levnadssätt
Palauvisslaren hittas i högvuxen ursprunglig skog. Där ses den på marken och i undervegetationen.

## Status
Trots det begränsade utbredningsområdet och att den tros minska i antal anses beståndet vara livskraftigt av internationella naturvårdsunionen IUCN. 